# هوره (سامان)
هوره، شهری ساحلی در کرانه زاینده‌رود است. این شهر، مرکز بخش زاینده‌رود در شهرستان سامان از توابع چهارمحال و بختیاری است. مردمان این شهر به زبان ترکی قشقایی سخن می‌کنند. 

## جمعیت
فامیل‌های اصلی در این شهر شامل بهارلو، درخشان و ولی‌زاده می‌باشند. اصالت مردم این شهر از ایل بزرگ بهارلو می‌باشد.
این شهر در بخش زاینده‌رود شهرستان سامان واقع شده و براساس سرشماری مرکز آمار ایران در سال ۱۳۸۵، جمعیت آن ۲۸۲۹ نفر بوده‌است.

## دربارهٔ هوره
شهر ساحلی هوره در ۲۰ کیلومتری شمال غربی شهر سامان و ۱۰ کیلومتری شمال شرقی شهر بن قرار دارد. ارتفاع شهر هوره از سطح دریا ۱۹۰۰ متر است و آب و هوای آن در فصول بهار، تابستان و پاییز مطبوع و در زمستان، سرد و خشک است.

## بناهای تاریخی
پل هوره: این پل بسیار زیبا و تاریخی روی زاینده رود ساخته شده است.
قلعه هوره: امروزه ویرانه ای بیش از آن به جا نمانده است.

## مشاغل
شغل اکثر مردم هوره، باغداری در زمینه بادام و گردو  می باشد و همچنین به خاطر معماران زیاد و خوبی که در این شهر است به شهر معماران هم معروف شده است .و گروهی دیگر از مردم در امور خدماتی و تولید صنایع دستی از جمله قالی بافی اشتغال دارند.